# Josef Mika
Josef Mika (3. října 1898 – ) byl český meziválečný fotbalista.

## Fotbalová kariéra
Společně s Kuchařem a Carvanem vytvořil ve dvacátých letech skvělou záložní řadu SK Židenice. Z tehdy ještě amatérského klubu odešel v roce 1925 do rakouského Wiener Sport-Club, později krátce působil i ve Spartě Praha a získal s ní v sezóně 1925–1926 mistrovský titul. Trvale se však neprosadil a zamířil do Nuselského SK.

## Ligová bilance
| Ročník                                       | Zápasy | Góly | Klub            |
| -------------------------------------------- | ------ | ---- | --------------- |
| Asociační liga 1925                          | 2      | 0    | AC Sparta Praha |
| Středočeská 1. liga 1925/1926                | 1      | 0    | AC Sparta Praha |
| Kvalifikační soutěž Středočeské 1. ligy 1927 | 7      | 1    | Nuselský SK     |
| CELKEM                                       | 10     | 1    |                 |